# Another Cinderella Story (nhạc phim)
Another Cinderella Story là album nhạc phim từ bộ phim cùng tên. Album được phát hành dưới dạng CD và tải nhạc kỹ thuật số vào ngày 26 tháng 8 năm 2008 bởi Razor & Tie. Album mở đầu tại vị trí thứ 8 trên bảng xếp hạng Billboard Top Soundtracks và bán được 1,629,000 bản tính đến tháng 5 năm 2017.

## Danh sách bài hát
| STT              | Nhan đề                                      | Sáng tác                                                                      | T                            | Thời lượng |
| ---------------- | -------------------------------------------- | ----------------------------------------------------------------------------- | ---------------------------- | ---------- |
| 1.               | "Tell Me Something I Don't Know"             | Antonina Armato, Ralph Churchwell, Michael Nielsen                            | Selena Gomez                 | 3:20       |
| 2.               | "New Classic" (phiên bản đĩa đơn)            | Churchwell, Nielsen, Seeley, Joleen Belle                                     | Drew Seeley và Selena Gomez  | 3:08       |
| 3.               | "Hurry Up and Save Me"                       | Armato, Churchwell, Nielsen                                                   | Tiffany Giardina             | 3:50       |
| 4.               | "Just That Girl"                             | Churchwell, Nielsen, Seeley                                                   | Drew Seeley                  | 3:17       |
| 5.               | "Bang a Drum"                                | Churchwell, Nielsen, Belle                                                    | Selena Gomez                 | 3:12       |
| 6.               | "1st Class Girl"                             | Churchwell, Nielsen, Paulk, Seeley                                            | Marcus Paulk and Drew Seeley | 3:00       |
| 7.               | "Hold 4 You"                                 | Churchwell, Nielsen, Belle, Damon Santostefano, Erik Patterson, Jessica Scott | Jane Lynch                   | 2:29       |
| 8.               | "Valentine's Dance Tango"                    | Churchwell, Nielsen, Cheche Alara                                             | The Twins                    | 2:12       |
| 9.               | "No Average Angel"                           | Steve Walsh, Jill Walsh, Richard Hammond                                      | Tiffany Giardina             | 2:57       |
| 10.              | "Don't Be Shy" (featuring Lil' JJ and Chani) | Lloyd Turner, Terrence Hancock, Phillip Green, Carl Dorsey                    | Small Change                 | 4:03       |
| 11.              | "X-Plain It to My Heart"                     | Seeley, Churchwell, Nielsen                                                   | Drew Seeley                  | 1:15       |
| 12.              | "New Classic" (phiên bản trực tiếp)          | Churchwell, Nielsen, Seeley, Belle                                            | Drew Seeley and Selena Gomez | 5:29       |
| 13.              | "Another Cinderella Story" (score suite)     | Paesano                                                                       | John Paesano                 | 2:39       |
| Tổng thời lượng: | Tổng thời lượng:                             | Tổng thời lượng:                                                              | Tổng thời lượng:             | 40:12      |

## Xếp hạng
| Bảng xếp hạng (2008)             | Vị trí cao nhất |
| -------------------------------- | --------------- |
| Hoa Kỳ Billboard 200             | 116             |
| Hoa Kỳ Billboard Top Soundtracks | 8               |

## Lịch sử phát hành
| Quốc gia       | Ngày                | Định dạng   | Nhãn        |
| -------------- | ------------------- | ----------- | ----------- |
| Hoa Kỳ         | 26 tháng 8 năm 2008 | Tải nhạc số | Razor & Tie |
| Canada         | 26 tháng 8 năm 2008 | Tải nhạc số | Razor & Tie |
| Australia      | 26 tháng 8 năm 2008 | Tải nhạc số | Razor & Tie |
| United Kingdom | 26 tháng 8 năm 2008 | Tải nhạc số | Razor & Tie |

## Đĩa mở rộng
Another Cinderella Story (featuring Selena Gomez) - EP là một đĩa mở rộng spin-off hợp tác với Selena Gomez, từ bộ phim Another Cinderella Story. Đĩa được phát hành bởi Razor & Tie.

### Danh sách bài hát
| STT              | Nhan đề                                          | Sáng tác                                         | Thời lượng |
| ---------------- | ------------------------------------------------ | ------------------------------------------------ | ---------- |
| 1.               | "Tell Me Something I Don't Know"                 | Antonina Armato Ralph Churchwell Michael Nielsen | 3:20       |
| 2.               | "Bang a Drum"                                    | Churchwell Nielsen Joleen Belle                  | 3:12       |
| 3.               | "New Classic" (phiên bản đĩa đơn)                | Andrew Seeley Churchwell Nielsen Joleen Belle    | 3:09       |
| 4.               | "Tell Me Something I Don't Know" (video âm nhạc) |                                                  | 3:20       |
| 5.               | "New Classic" (với Drew Seeley; video âm nhạc)   |                                                  | 3:30       |
| Tổng thời lượng: | Tổng thời lượng:                                 | Tổng thời lượng:                                 | 20:10      |

### Lịch sử phát hành
| Quốc gia | Ngày                | Định dạng   | Nhãn        |
| -------- | ------------------- | ----------- | ----------- |
| Hoa Kỳ   | 16 tháng 6 năm 2009 | Tải nhạc số | Razor & Tie |
| Canada   | 16 tháng 6 năm 2009 | Tải nhạc số | Razor & Tie |